# Integrated Publishing System
Integrated Publishing System (Zintegrowany System Wydawniczy) – system wielojęzycznego fotoskładu opracowany w roku 1982 przez Towarzystwo Strażnica.

## Historia
W styczniu 1978 roku w drukarni Biura Głównego Świadków Jehowy w Brooklynie w Nowym Jorku zaczęto drukować publikacje Świadków Jehowy na offsetowych maszynach rotacyjnych. W celu szybszego przygotowania druku, dwie grupy wolontariuszy Świadków Jehowy – w Nowym Jorku oraz na Farmach Strażnicy w Wallkill – rozpoczęły opracowanie skomputeryzowanego wielojęzycznego systemu druku wstępnego, który można by zastosować w licznych drukarniach Świadków Jehowy na całym świecie.
Grupa z Brooklynu opracowała system korzystając z komputera centralnego firmy IBM, urządzeń końcowych tej firmy służących do wprowadzania tekstu oraz fotoskładarki firmy Autologic. Z pomocą tego systemu w roku 1984 Świadkowie Jehowy wydawali publikacje w ponad 90 językach. IBM przejął system i nadał zbiorowi programów nazwę „Integrated Publishing System”, który można było rozbudować, aby się nadawał do pracy w każdym języku świata.